# Volo American International Airways 808
Il volo American International Airways 808 era un volo per trasporto merci statunitense, operato da Kalitta Air per conto di American International Airways con un Douglas DC-8, che il 18 agosto 1993 si schiantò presso l'aeroporto statunitense di Guantanamo Bay, poco prima della pista di atterraggio, a causa di un errore del pilota.

## L'aereo
Il velivolo coinvolto era un Douglas DC-8-61F della Kalitta Air registrato N814CK, numero di serie 46127, numero di linea 510. Era operato dalla American International Airways per effettuare un volo cargo da Norfolk a Guantanamo Bay. Volò per la prima volta il 4 dicembre 1969 e venne consegnato nel febbraio 1970 a Japan Airlines. Operò poi per Air Algérie e Trans Continental Airlines; venne infine ceduto a Kalitta Air nel dicembre 1991. Era spinto da 4 motori turboventola Pratt & Whitney JT3D-3B. Al momento dell'incidente, l'aereo aveva accumulato 43 947 ore di volo in 18 829 cicli di decollo-atterraggio. A bordo c'erano solo i 3 piloti.

## L'equipaggio
L'equipaggio era composto da tre membri esperti, un comandante, un primo ufficiale e un ingegnere di volo. Il comandante 54enne aveva 20 727 ore di esperienza di volo, di cui 2 128 su Douglas DC-8; il primo ufficiale 49enne ne aveva 15 350, rispettivamente 492 ore come comandante o primo ufficiale su DC-8. L'ingegnere di volo 35enne aveva 1085 ore di esperienza di volo su questo tipo di velivolo, con un totale di 5 085 ore. Prima dell'incidente, aveva volato 1 500 ore come pilota e 3 585 ore come ingegnere di volo.
L'equipaggio iniziò il suo ultimo turno prima dell'incidente verso la mezzanotte del 17 agosto, volando sull'N814CK dall'Aeroporto Internazionale di Dallas/Fort Worth all'Aeroporto Internazionale Lambert di St. Louis, Missouri, all'Aeroporto Willow Run di Ypsilanti, Michigan e all'Aeroporto Internazionale Hartsfield-Jackson di Atlanta, Georgia. Il volo per Atlanta avrebbe dovuto segnare la fine del turno dell'equipaggio. Il volo 808 era originariamente previsto per un equipaggio separato a Miami,Florida, utilizzando l'N808CK, un altro DC-8; venne però annullato dopo che l'N808CK subì problemi di natura meccanici. L'equipaggio dell'incidente venne quindi riprogrammato per volare a Chambers Field a Norfolk, Virginia, per ritirare e consegnare la merce diretta a Guantánamo Bay e tornare ad Atlanta.

## L'incidente
L'aeromobile venne inizialmente autorizzato per l'atterraggio sulla pista 28, un avvicinamento da est. Il comandante decise, per motivi personali non dettati da necessità operative, di tentare un avvicinamento per la pista 10 da sud-ovest, sorvolando il confine con il territorio cubano. In caso di necessità, venne deciso che avrebbero effettuato una procedura di mancato avvicinamento e sarebbero atterrati sulla pista 28.
Durante l'avvicinamento all'aeroporto di Guantanamo Bay, l'aereo si inclinò pericolosamente durante una virata per evitare il territorio cubano. Una volta finita la manovra, il DC-8 continuò ad inclinarsi fino ad arrivare a un angolo di 95° verso destra per poi schiantarsi a 100 metri dalla pista di atterraggio. Incredibilmente, nessuno dei 3 piloti morì grazie ad un sistema di sicurezza del DC-8 che fece in modo di eiettare la cabina durante l'impatto violento col terreno. Nonostante ciò, i piloti riportarono numerose ferite anche gravi.

## Le indagini
Il National Transportation Safety Board indagò sull'incidente. Il registratore vocale della cabina di pilotaggio rivelò che l'equipaggio aveva deciso di atterrare sulla pista 10 e aveva pianificato di effettuare una manovra di mancanto avvicinamento per poi ripresentarsi sulla pista 28, se avessero mancato la pista 10. Durante l'avvicinamento alla pista 10, il controllore del traffico aereo istruì l'equipaggio di rimanere nello spazio aereo indicato da una luce stroboscopica montata sulla recinzione del confine cubano. All'insaputa del controllore, questa luce stroboscopica non era operativa il giorno dell'incidente. Il capitano Chapo si concentrò eccessivamente sul localizzare la luce stroboscopica, perdendo di vista il mantenimento dei riferimenti di visivi e il monitoraggio degli strumenti di bordo; questo causò un ritardo nell'esecuzione della virata e non si rese conto della perdita di velocità, nonostante gli avvertimenti degli altri membri dell'equipaggio.
Essendo in servizio da mezzanotte, il capitano Chapo era sveglio da 23,5 ore, il primo ufficiale Curran da 19 ore e l'ingegnere di volo Richmond da 21 ore al momento dell'incidente. Gli investigatori analizzarono i turni di lavoro dei membri dell'equipaggio nelle 72 ore precedenti l'incidente, rivelando che tutti e tre avevano accumulato un grosso debito di sonno lavorando su lunghi turni. Nei 3 giorni precedenti l'incidente, il capitano Chapo aveva dormito per un totale di 15 ore, il primo ufficiale Curran per 18 ore e l'ingegnere di volo Richmond per 21,5 ore. La maggior parte dei turni dell'equipaggio venivano svolti di notte, costringendoli a a dormire durante il giorno, cosa che interrompeva il loro ritmo circadiano. Ciò aveva aggravato gli effetti della stanchezza sull'equipaggio, con il Capitano Chapo, in particolare, che aveva manifestato vari sintomi, tra cui l'incapacità di giudizio con la sua decisione di atterrare sulla pista 10, la sua fissazione cognitiva nel cercare di localizzare la luce stroboscopica, la scarsa comunicazione con al suo equipaggio riguardo alla diminuzione della velocità e alla lentezza dei suoi tempi di reazione nell'evitare e recuperare lo stallo.
L'indagine sull'incidente rivelò inoltre che l'equipaggio, già stanco per il grande debito di sonno e per un lungo turno, non avrebbe dovuto accettare i voli aggiuntivi per Norfolk, Virginia e Guantánamo Bay, ma lo fece comunque per paura di ripercussioni sul posto di lavoro.
L'NTSB, nel suo rapporto finale d'inchiesta, individuò come probabili cause:
- La compromissione della capacità di giudizio, decisionale e di volo del capitano e dell'equipaggio di condotta a causa degli effetti della fatica;
- L'incapacità del capitano di valutare adeguatamente le condizioni per l'atterraggio e di mantenere vigile consapevolezza della situazione dell'aereo durante la manovra verso l'avvicinamento finale;
- Il suo fallimento per prevenire la perdita di velocità ed evitare uno stallo durante la virata ripida; e la sua incapacità di eseguire azioni immediate per riprendersi da uno stallo."[3]

## Conseguenze
Il volo AIA 808 fu il primo incidente aereo in cui la stanchezza del pilota venne citata come probabile causa.L'NTSB emise una raccomandazione alla Federal Aviation Administration per rivedere e aggiornare le normative sulla programmazione dell'equipaggio e sui limiti di tempo di servizio per incorporare le ultime ricerche sugli effetti della fatica.
Il Capitano Chapo riportò lesioni alla schiena che non gli permisero di tornare a operare come pilota commerciale. A causa della gravità delle ferite, la gamba destra del primo ufficiale Curran dovette essere amputata; alla fine riacquistò il suo status di volo e tornò a volare come capitano del DC-8 presso l'AIA. Nel 2000, divenne investigatore per conto dell'NTSB e, successivamente, lavorò come ispettore della sicurezza per la Federal Aviation Administration. Anche l'ingegnere di volo Richmond riuscì a riprendersi e tornare ai voli cargo, diventando infine capitano della Frontier Airlines prima di ritirarsi nel 2018.
Inoltre, negli anni successivi, l'avvicinamento alla pista 10 fu modificato per consentire più spazio di manovra; ciò fu reso possibile anche grazie alla collaborazione del governo cubano.

## Cultura di massa
L'incidente venne analizzato nel terzo episodio della diciottesima stagione del documentario canadese Indagini ad alta quota, intitolato "Tattiche rischiose".